# 天虹股份
天虹数科商业股份有限公司，简称天虹股份或天虹数科（深交所：002419），是中华人民共和国的一家零售商，现由中国航空工业集团实际控制，总部位于广东省深圳市。公司的前称为“天虹商场股份有限公司”（简称天虹商场），于1984年成立，是中国第一家中外合资商业零售企业。2020年改为现名，由单一线下零售企业转型为线上线下一体化的消费服务平台。

## 历史

### 初创
1982年末，为了促进深圳福田区（当时叫上步区）和中航苑的发展，中航技的第一代领导人做出了寻找合作对象、发展第三产业的决策，成立仅有四个人组成的专业部门，组建酒店、商场。1983年12月2日，中航技深圳工贸中心和深圳市华侨商品供应公司签署《合作经营商场合同书》，双方约定成立深圳市天虹商场，由中航技深圳工贸中心提供航空工贸大厦内建筑面积3,300平方米的房屋作为商场用房，华侨商品供应公司提供人民币230万元用于商场的装修、灯饰、购置设备、运输工具和筹建费用等。12月24日，深圳市人民政府批准设立天虹商场；翌年1月24日，天虹商场领取了深圳市工商行政管理局核发的注册号为深商字2325号《营业执照》，设立时的经济性质为全民（合营）。
1984年4月3日，天虹商场与香港五龙贸易公司签署《合资经营“天虹商场”合同书》，公司改为中外合资企业，自此天虹商场成为中国第一家中外合资商业零售企业。1985年1月18日，位于深南中路与中航路交界处的的深南天虹开业，是深南中路上第一家大型百货商场。
天虹商场成立初期，由于种种原因造成严重亏损，企业面临资不抵债，股东也因此产生了重大分歧。时任总经理赵陆原向时任深圳市委书记李灏汇报企业所面临的困境。当时深圳市委副书记、常务副市长周溪舞委托副市长李广镇协调处理企业内部的争议，从倒闭的边缘挽救天虹商场。公司也制定了有别于国有企业的规章制度，以奖勤罚懒、奖功惩过的办法打破铁饭碗，制定了许多在当时处于领先位置的的规章制度，极大地调动了员工的积极性，并配合技术监督局率先在全国发起打击伪劣假冒商品的活动。1993年，天虹以销售额2.8亿、利润总额3008万、人均销售53.6万元进入“全国百家最大的零售商店”，成为深圳市唯一入围的零售企业。
1998年5月，天虹商场建立了全国首家提供线上支付服务的线上购物商城，为完成订购的商品提供在24小时内免费送货上门服务。1999年1月，天虹商场成为深圳市第一家通过ISO9000认证的商业企业。

### 发展
2000年4月29日，位于罗湖区东门商业区的东门天虹开业，为首家连锁分店；同年7月8日，位于福田区福民路与石厦大道交界处的福民天虹开业。
2002年10月1日，南昌江大天虹开业，成为天虹商场在广东省外的首家门店。次年9月12日，厦门汇腾天虹开业。
2005年1月1日，东莞东纵天虹开业，成为天虹在珠三角区域内的首家异地门店。
2006年7月28日，天虹就福建省厦门市大西洋海景城部分物业签订了买卖协议，成为天虹购买自有物业的先例。同年9月28日，嘉兴天虹开业，标志着天虹进入长三角市场。
2007年1月26日，天虹商场董事会通过决议，公司改制为股份有限公司。6月25日完成变更登记。
2008年7月，深南天虹老店拆除重建，中国航空技术深圳有限公司与和记黄埔联手，在原址建设“中航广场”。2014年8月，整个项目的收尾部分世纪汇购物中心开始试业。深南天虹此前在2007年11月迁至福田区振华路中航苑鼎诚大厦的新址，后与中航城天虹购物中心整合为中航城君尚购物中心。
2009年4月24日，苏州金鸡湖天虹开业，标志着天虹进入江苏（苏州）市场；翌日，北京宣武天虹开业，标志着天虹进入京津冀市场。
2010年3月，天虹商场推出“网上天虹”电商平台，是深圳首家传统百货业的大型综合性B2C网站。6月1日，天虹商场股份有限公司在深圳证券交易所中小板挂牌上市。

### 转型
2013年下半年开始，天虹商场实施全渠道战略，初步形成了“网上天虹+天虹微品+天虹微信+虹领巾”的“实体店+PC端+移动端”立体电商模式。“天虹微品”于2013年10月上线，在该平台中，每个店员都可以注册成为店主，运营团队会将精选商品定期上传至天虹微品手机端，“店主”可根据需要在自己开设的“网店”编辑商品。“店主”通过社交工具将商品分享至自己的社交圈，提供服务，形成销售，并获得分成。9月13日，天虹商场与腾讯合作，推出天虹应用平台，先期在天虹唯一的购物中心上线，并拓展至全国60家门店。此平台通过腾讯微生活，实现个性化信息订阅、会员系统无缝对接，一对一互动等。
2014年7月18日，天虹商场于深圳开设第一家便利店，便利店命名为“微喔”。截至2021年6月30日，天虹微喔拥有便利店205家，店铺分布于华南区域。同年12月10日，天虹商场以2909万元购得深圳市万店通商贸有限公司100%股权。
2015年7月底，天虹商场开设首家跨境电商体验店。同年8月中旬，天虹商场推出“天虹到家”业务，先期在深圳常兴店、坂田店、龙新店、惠州三环店4家门店上线，并快速推广到深圳乃至全国各地门店。消费者可在门店5公里范围内下单，下单后可最快2小时送货上门。“天虹到家”首批上线逾6000种商品，主要是水果、蔬菜、禽肉等民生商品。
2017年3月31日，天虹商场董事会宣布，公司证券简称由“天虹商场”变更为“天虹股份”。公告称，天虹商场经过一系列变革创新，已在综合百货的基础上发展出购物中心与便利店一大一小业态，并通过虹领巾、天虹微信、天虹微品形成线上线下融合的全渠道、多业态战略发展格局。
2020年5月20日，天虹商场董事会宣布，公司名称由“天虹商场股份有限公司”变更为“天虹数科商业股份有限公司”。公告称，天虹积极进行业务转型，拥有全面数字化、体验式的购物中心、百货、超市、便利店等几种零售业态，以及多渠道整合业务系统，成为一家线上线下一体化的消费服务平台。另外在2019年，公司投资成立子公司深圳市灵智数字科技有限公司，为零售企业提供零售数字化技术服务。由于公司名称已与公司的实际业务不符，也无法匹配公司业务未来发展方向，故此决定更名。6月19日，深圳市市场监督管理局核准其变更登记。
2021年9月15日，天虹宣布对外转让全资子公司天虹微喔100%股权，罗森中国有意参与受让标的股权，转让理由是“优化资源配置，聚焦重点战略的发展”。相关交易于2021年12月29日完成。2022年1月12日，天虹微喔完成工商变更登记手续，企业更名为罗森深圳，不再纳入公司合并报表范围内。

## 业务
天虹股份经过转型发展，已由一家单一线下零售企业转型为线上线下一体化的消费服务平台。该公司有“平台型”与“垂直型”两类业务，其中平台型业务为百货和购物中心，以联营、租赁等合作模式为主；垂直型业务为超市，主要是自营模式。天虹股份拥有“天虹”、“君尚”、“sp@ce”三大零售品牌，在中国内地率先开创了“百货+超市+X”的业态组合模式，其中“X”部分（如电器、家居、餐饮等）可以根据顾客需求和竞争对手灵活配置。根据公司的早期规划，天虹以“社区购物中心”和“城市中心店”两种模式经营百货商场，其中以城市中心店确立商业地位，以社区购物中心占领市场份额，并以“众星拱月”状布局两类商场。“君尚”定位为高端百货，2008年11月3日成立君尚百货公司作为君尚百货的运营机构。目前，天虹百货持续进行中高端升级或购物中心化转型；天虹购物中心定位为“畅享欢乐时光的时尚生活中心”，提供餐饮、零售、儿童成长、便利生活四方面的服务，并通过打造特色主题街区升级顾客体验；天虹超市定位中高端、数字化、体验式的生活超市。
天虹股份的线上平台“天虹APP”作为天虹数字化的统领，官方介绍是“天虹的会员中心、商品中心、营销中心、大数据中心和流量共享中心”。公司拥有领先的零售数字化技术研发与运营能力，通过数字化技术提高门店运营、经营管理智能化，推进技术替代人工，并建设透明高效供应链，实现低成本高效运营，实现会员、商品、门店的服务营销数字化。2021年，天虹股份线上商品销售及数字化服务收入逾51亿元，其中平台服务收入同比提升72%；天虹整体数字化会员人数超3600万。近2.5亿人次通过天虹APP和微信小程序交互获取信息或消费，月活跃会员逾426万。

### 门店分布

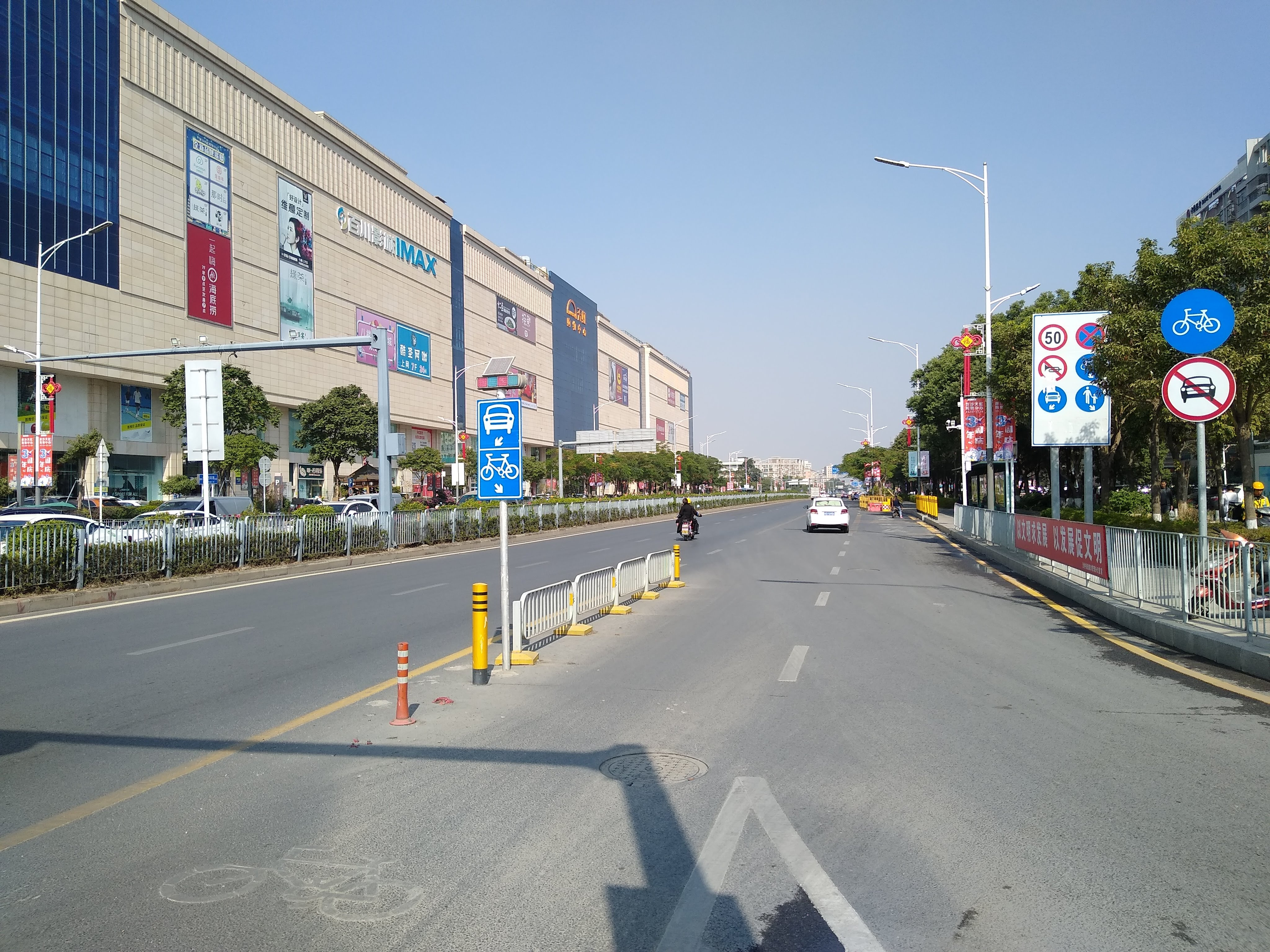
深圳宝安区新沙天虹

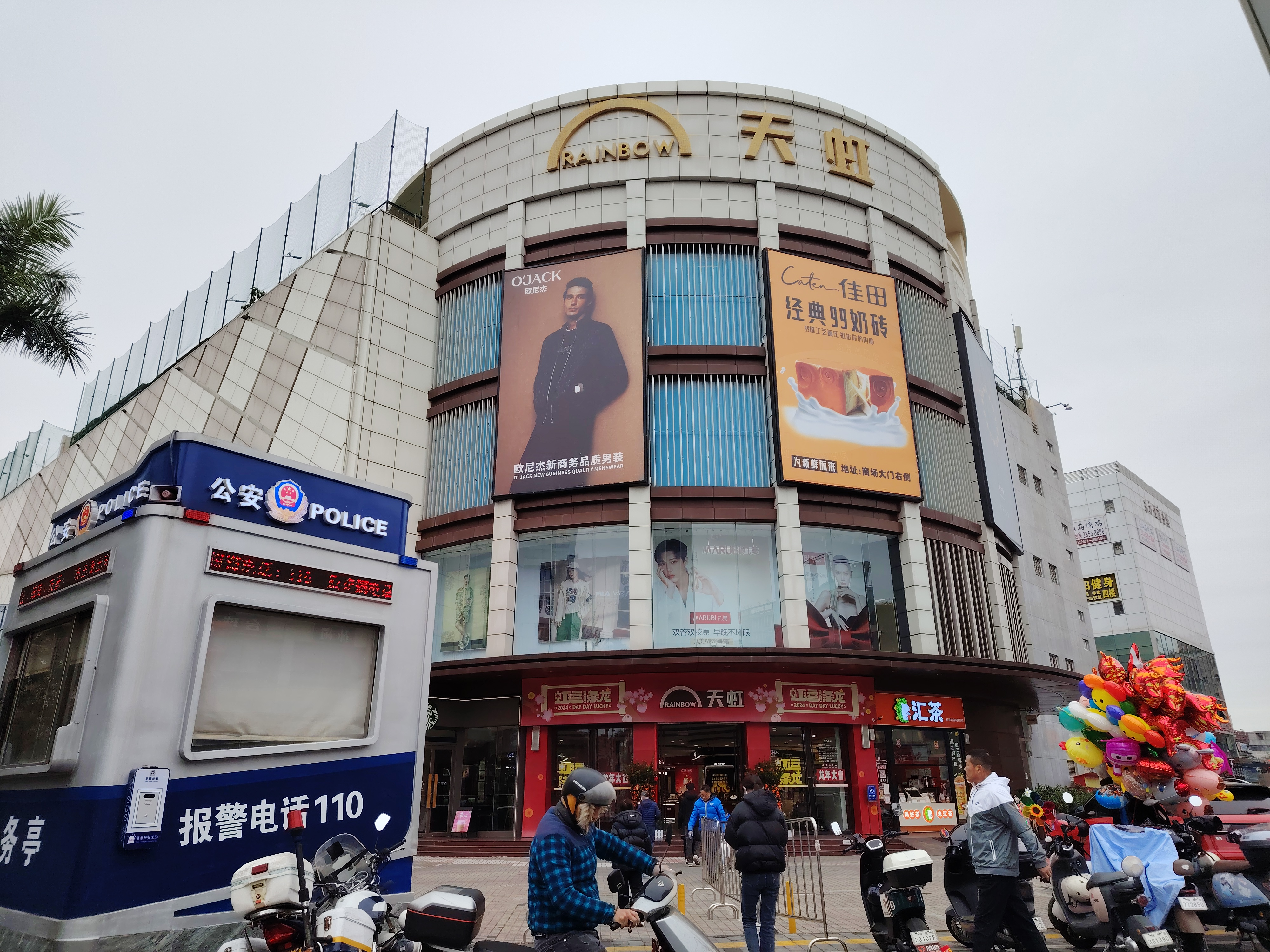
天虹布吉店

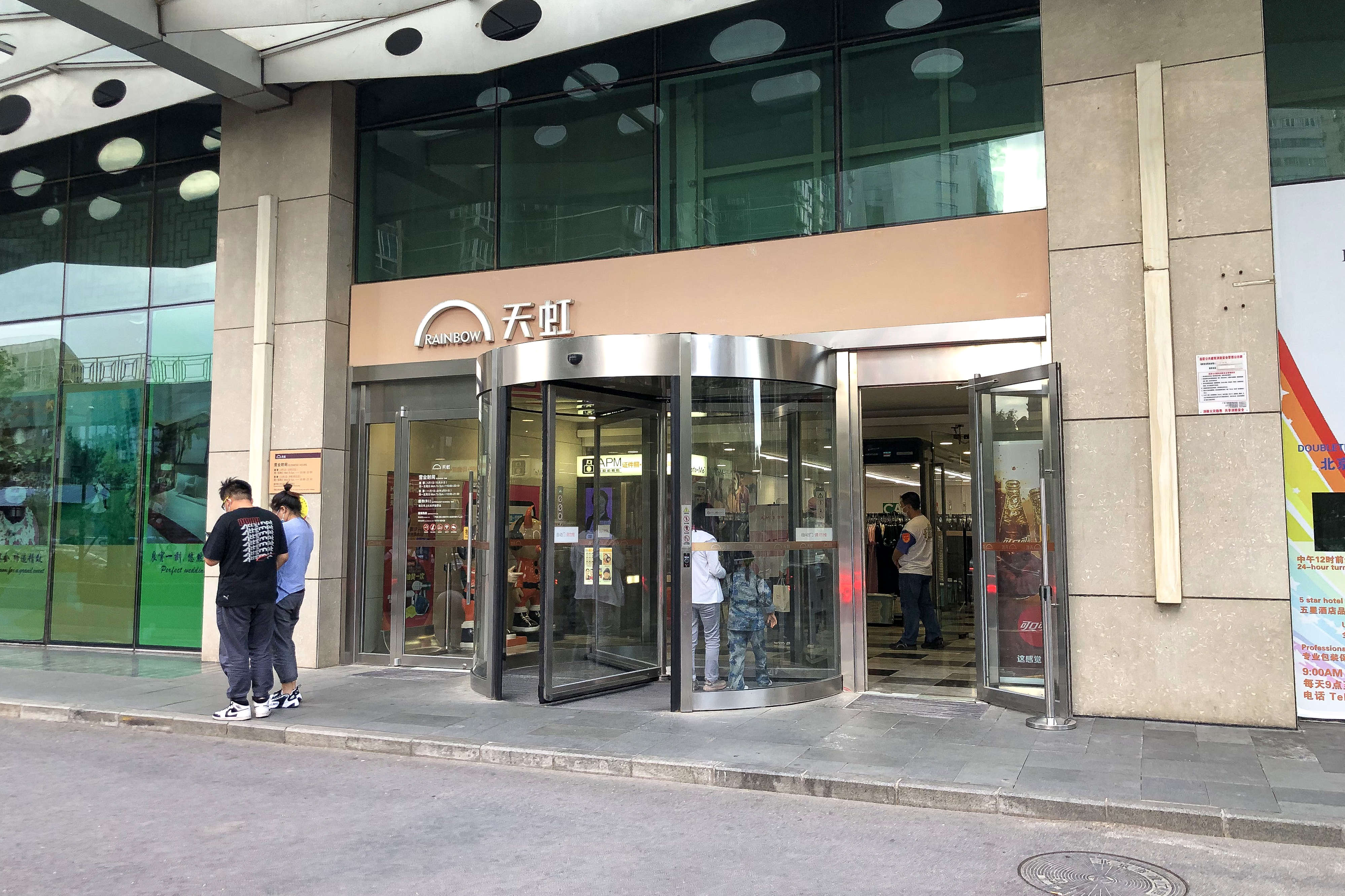
北京宣武天虹（2021年）

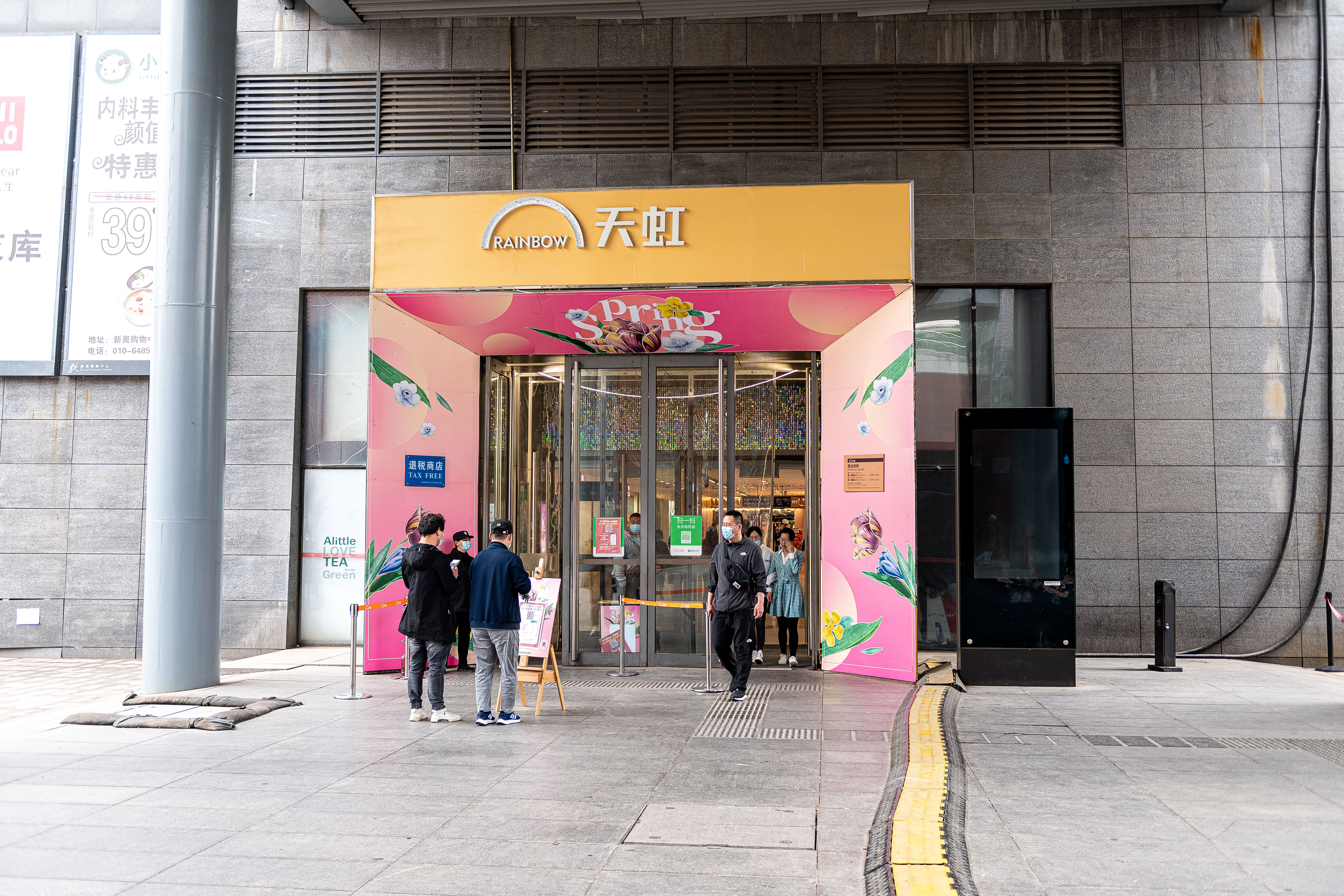
北京新奥购物中心店

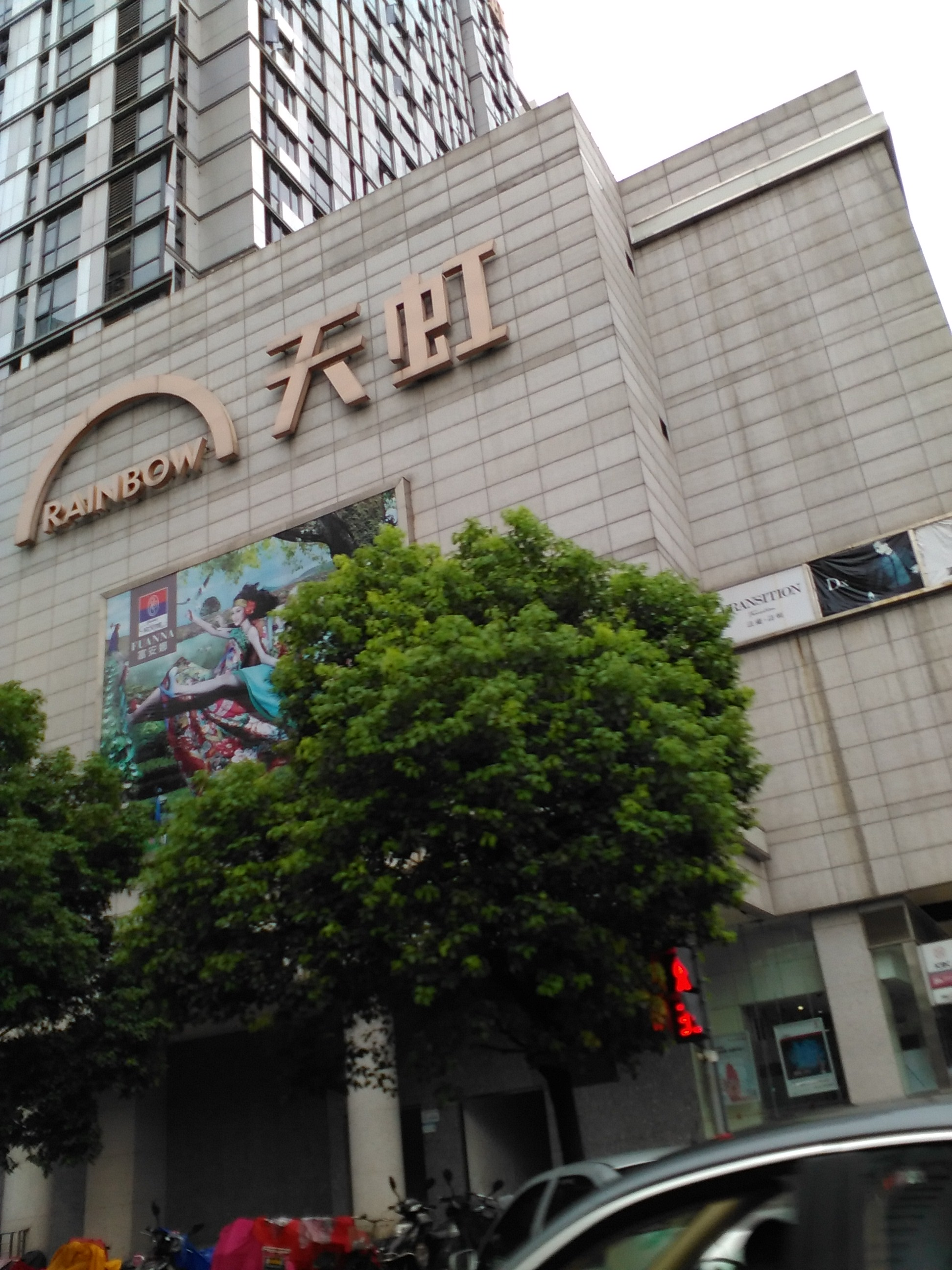
苏州金鸡湖店（2015年）

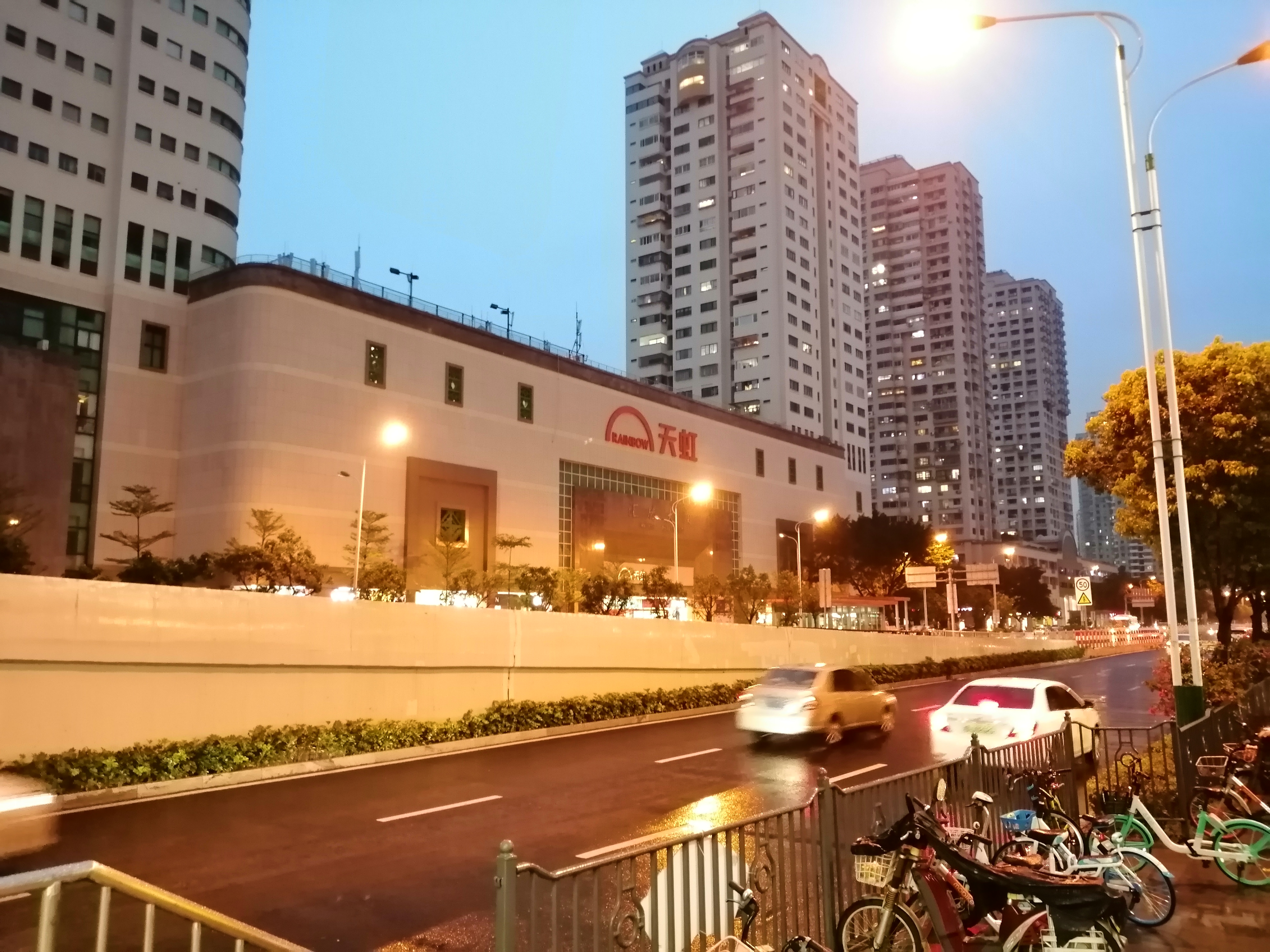
厦门汇腾店（2019年）

截至2021年12月31日，天虹股份已在广东、江西、湖南、福建、江苏、浙江、北京、四川的33个城市，共经营百货、购物中心102家（含加盟、管理输出7家）、超市门店129家（含独立超市41家）。天虹股份各区域的业务由区域总部或城市公司负责，共设4个区域总部（华南区、华东区、华中区、东南区）、2个城市公司（北京公司、成都公司）。各区域的门店分布情况如下：
| 区域   | 百货、购物中心 | 超市 | 进驻城市 |
| ------ | -------------- | ---- | --- |
| 华南区 | 50             | 79   | 广东省深圳市、东莞市、惠州市、佛山市、珠海市、中山市、阳江市、揭阳市                                                             |
| 华中区 | 29             | 34   | 江西省南昌市、赣州市、吉安市、九江市、上饶市、宜春市、鹰潭市、萍乡市；湖南省长沙市、娄底市、岳阳市、株洲市、湘潭市、湘西州吉首市 |
| 东南区 | 9              | 7    | 福建省厦门市、福州市、莆田市 |
| 华东区 | 10             | 6    | 浙江省嘉兴市、杭州市；江苏省苏州市、泰州市                                                                                       |
| 北京   | 3              | 2    | 北京市 |
| 成都   | 1              | 1    | 四川省成都市 |

### 门店变动情况
（2010年起，数据来源为公司年报）
| 年份   | 新增店铺数 | 结业/解约/出售店铺数 | 城市进驻调整情况 |
| ------ | ---------- | -------------------- | --- |
| 2010年 | 6          |                      | 新进驻浙江省湖州市 |
| 2011年 | 8          | 1                    | 新进驻江苏省常州市溧阳市（同年11月2日停止营业）、福建省泉州市、三明市永安市、江西省赣州市、湖南省娄底市、山东省威海市（首次进入山东市场） |
| 2012年 | 9          |                      | 新进驻湖南省岳阳市、株洲市、四川省成都市                                                                                                  |
| 2013年 | 5          | 2                    | 山东威海店终止加盟合作关系，退出山东市场                                                                                                  |
| 2014年 | 7          | 2                    | 福建永安店终止加盟合作关系，退出当地市场                                                                                                  |
| 2015年 | 2          | 4                    | 湖州天虹、泉州天虹结业，退出湖州、泉州市场                                                                                                |
| 2016年 | 6          | 1                    | 新进驻湖南省湘潭市、广东省珠海市 |
| 2017年 | 6          |                      | 新进驻江西省吉安市 |
| 2018年 | 16         | 1                    | 新进驻江西省上饶市、九江市、宜春市；广东省佛山市（管理输出）、阳江市                                                                      |
| 2019年 | 19         | 1                    | 新进驻福建省莆田市、江西省鹰潭市、萍乡市、江苏省泰州市                                                                                    |
| 2020年 | 20         | 2                    | 新进驻广东省中山市，退出九江（市区）市场                                                                                                  |
| 2021年 | 20         | 4                    | 新进驻广东省揭阳市 |

## 荣誉
公司先后获得“最具影响力的深圳知名品牌”、“中国商业名牌企业”、“中国商业服务名牌”、深圳市第四届“市长质量奖”、“30年影响深圳人生活的功勋品牌”、深港“年度卓越零售连锁品牌”等荣誉。2019年位居中国连锁经营协会“中国连锁百强”第24位。